# Howard E. Rollins Jr.
Pour les articles homonymes, voir Rollins.
Howard Ellsworth Rollins, Jr. est un acteur de théâtre et de cinéma américain né le 17 octobre 1950 et mort le 8 décembre 1996. 
Il est surtout connu pour avoir joué dans le film Ragtime et pour avoir incarné à la télévision l'inspecteur Virgil Tibbs de la série Dans la chaleur de la nuit. Il est mort en 1996 d'un lymphome opportuniste consécutif de sa séropositivité.

## Sa carrière
Rollins est diplômé de Towson State College, où il a étudié le théâtre. Il fait sa première apparition dans une pièce de théâtre locale Des souris et des hommes où il surprend par son talent d'acteur. Convaincu par un ami, il part pour New York City en 1974 afin de faire carrière sur Broadway. Il fera des apparitions dans quelques séries télévisées. C'est en 1982, dans une réalisation de Milos Forman que sa carrière s'envole grâce à son rôle de Coalhouse Walker Jr du film Ragtime. Il sera nommé aux oscars. En 1984, il joue le rôle du Capitaine Davenport dans le film A Soldier's Story, incarnant le premier officier noir qui enquête en 1944 sur le meurtre d'un sergent dans une caserne où règne une terrible ségrégation. C'est grâce à ce rôle qu'il obtient le rôle de Virgil Tibbs dans la série Dans la chaleur de la nuit (In the Heat of the Night), rôle incarné au cinéma par Sidney Poitier, avant, à la fin de sa carrière, d'apparaître dans quelques séries.

## Filmographie

### Cinéma
- 1981 : Ragtime de Milos Forman : Coalhouse Walker Jr.
- 1984 : The House of God de Donald Wrye : Chuck Johnston
- 1984 : A Soldier's Story de Norman Jewison : Capitaine Davenport
- 1990 : On the Block de Steve Yeager : Clay Beasley
- 1995 : Drunks de Peter Cohn : Joseph

### Télévision
- 1982 : Another World
- 1988 - 1994 : Dans la chaleur de la nuit (In the Heat of the Night) est une série télévisée américaine créée en 1988 d'après le film de Norman Jewison.
- 1995 : New York Undercover : Dick Wolf, épisode The smoking Section